# Timothee Besset
Timothée Besset es un programador francés, conocido como TTimo, y reconocido por desarrollos en Linux, como los portes de código de juegos de id Software. Ha estado involucrado en varios trabajos de portar juegos de esta compañía desde hace 10 años, comenzó con Quake III. Desde el desarrollo de Doom 3 también ha estado a cargo del código de red con varios y diversos aspectos de juego de Id Software, un papel que lo hizo muy involucrado en el desarrollo de su Quake Live juego en línea.